# Happy Days Are Here Again
«Happy Days Are Here Again» (с англ. — «Счастливые дни вновь настали») — песня, написанная Мильтоном Эйджером (музыка) и Джеком Йелленом (слова) в 1929 году. Первыми песню записали Лео Рейсман и его оркестр, их версия была использована в фильме 1930 года «В погоне за радугой». Впоследствии неоднократно перезаписывалась другими исполнителями (всего кавер-версии песни содержатся более чем на семидесяти альбомах различных исполнителей, а также звучит более чем в восьмидесяти фильмах). Песня заняла 47 место в списке «Песни века».
Одной из самых известных версий является версия, записанная американской певицей Барброй Стрейзанд. Её версия резко отличалась от стандартной, поскольку исполнялась выразительно в достаточно медленном темпе. Записана она была в октябре 1962 года, за несколько месяцев до начала работы над дебютным альбомом. Это была её первая коммерческая запись, на оборотной стороне была помещена песня «When the Sun Comes Out». Первый тираж составил 500 копий и запись не попала на радиостанции. Для своего первого альбома The Barbra Streisand Album Стрейзанд перезаписала песню. И хоть песня не стала коммерчески успешной, она стала фактически визитной карточкой певицы, поскольку та исполняла её практически на всех концертах, к тому же песня вошла в большинство сборников лучших хитов.